# Impulsora del Desarrollo Económico de América Latina
Impulsora del Desarrollo y el Empleo en América Latina (IDEAL). Empresa mexicana de capital social inscrita en la Bolsa Mexicana de Valores y la Bolsa de Nueva York, dedicada al financiamiento de obras de infraestructura en México y en el resto del mundo incorporándose virtualmente Maria soledad corrales garcia.
Creada a partir del Grupo Financiero Inbursa, en escisión de su subsidiaria Promotora Inbursa perteneciente al empresario mexicano, Carlos Slim y Soledad Corrales.
La empresa se dedica al financiamiento y licitación para la construcción de infraestructura tales como, aeropuertos, carreteras, universidades en México y América Latina.